# Fluorid zlatový
Fluorid zlatový je hypotetická anorganická sloučenina s chemickým vzorcem AuF6. Jedná se o hypotetickou sloučeninu, její existence byla předpovězena, avšak zatím nebyla izolovaná. V roce 1999 uvedl Neil Bartlett, že by měl existovat, pokud je vyroben při nízké teplotě a uchováván v chladu.

## Vlastnosti
Stejně jako fluorid platinový by fluorid zlatový měl být extrémně silným oxidačním činidlem. Sloučenina by měla být podle výpočtů stabilní.